# Piątek (film)
Piątek (ang. Friday) – amerykański komediodramat z 1995 roku w reżyserii F. Gary’ego Graya. Za scenariusz odpowiadali Ice Cube i DJ Pooh, którzy także uczestniczyli w produkcji jako aktorzy. Światowa premiera odbyła się 26 kwietnia 1995. Jest to jednocześnie początek serii „Piątków”.

## Fabuła
Akcja dzieje się przez jeden dzień. Jest tytułowy piątek. Craig (Ice Cube) i Smokey (Chris Tucker) są najlepszymi przyjaciółmi i mieszkają w sąsiedztwie Compton, w Los Angeles. Główny bohater zostaje zwolniony z pracy, a Smokey ma kłopoty ze spłatą długu dla "Robala" (Faizon Love). Postanawiają razem spłacić dług i w miarę możliwości uporać się z miejscowym gangsterem Deebo (Tommy Lister Jr.).

## Obsada
Źródło.
- Ice Cube jako Craig Jones
- Chris Tucker jako Smokey
- Nia Long jako Debbie
- Tommy Lister Jr. jako Deebo
- John Witherspoon jako pan Jones
- Anna Maria Horsford jako pani Jones
- Regina King jako Dana Jones
- Paula Jai Parker jako Joi
- Faizon Love jako Wielki Robal
- DJ Pooh jako Red

## Ścieżka dźwiękowa
Została wydana 11 kwietnia 1995 roku. Muzykę do filmu skomponowali między innymi 2 Live Crew, Ice Cube, Dr. Dre, Mack 10 czy Cypress Hill.